# Заблоце (Седлецький повіт)
Заблоце (пол. Zabłocie) — село в Польщі, у гміні Вішнев Седлецького повіту Мазовецького воєводства.
Населення — 191 особа (2011).
У 1975—1998 роках село належало до Седлецького воєводства.

## Демографія
Демографічна структура станом на 31 березня 2011 року:
|          | Загалом | Допрацездатний вік | Працездатний вік | Постпрацездатний вік |
| -------- | ------- | ------------------ | ---------------- | -------------------- |
| Чоловіки | 101     | 30                 | 59               | 12                   |
| Жінки    | 90      | 21                 | 48               | 21                   |
| Разом    | 191     | 51                 | 107              | 33                   |